# Demokratische Partei (Israel)
Die Demokraten (hebräisch הדמוקרטים HaDemokratim) sind eine sozialdemokratische politische Partei in Israel, die im Juli 2024 aus dem Zusammenschluss der Avoda und Meretz hervorgegangen ist. Sie wird von Jair Golan angeführt, der vor der Fusion auch Vorsitzender der Avoda war.